# Konfuzius-Institut

Basislogo der Konfuzius-Institute

Das Konfuzius-Institut (chinesisch 孔子学院, Pinyin Kǒngzǐ Xuéyuàn) ist ein umstrittenes staatliches chinesisches Kulturinstitut, das dem Ministerium für Bildung zugeordnet ist. Sein offizielles Ziel ist, die chinesische Sprache und Kultur zu fördern, die chinesische Lehre in anderen Staaten international zu unterstützen und den kulturellen Austausch zu ermöglichen. Der Einfluss der Kommunistischen Partei Chinas hat zu umfangreicher Kritik an Konfuzius-Instituten geführt. Das Konfuzius-Institut ist eine chinesische Mittlerorganisation und Teil der chinesischen auswärtigen Kulturpolitik. 
Das Programm des Konfuzius-Instituts begann 2004 und wird vom Hanban (der außenpolitischen Kulturorganisation der Volksrepublik China) geleitet. Die Institute arbeiten mit Partnerhochschulen und Universitäten vor Ort auf der ganzen Welt zusammen. Die Finanzierung wird zwischen Hanban und den Gastinstituten aufgeteilt. Das zugehörige Konfuzius-Klassenzimmerprogramm arbeitet mit örtlichen Sekundarschulen oder Schulbezirken zusammen, um Lehrer und Unterrichtsmaterialien bereitzustellen.
Die Konfuzius-Institute werden häufig mit den Goethe-Instituten (die dem deutschen Auswärtigen Amt unterstehen), dem British Council (der eng mit dem britischen Außenministerium verbunden ist), dem Institut français (das dem französischen Außenministerium unterstellt ist), dem spanischen Instituto Cervantes (gegründet und geführt von der spanischen Regierung) oder dem Instituto Camões (das dem portugiesischen Außenministerium unterstellt ist) verglichen (siehe auch: Liste nationaler Kulturinstitute).
Den Konfuzius-Instituten wird jedoch unter anderem vorgeworfen, ein Propagandainstrument der Kommunistischen Partei Chinas zu sein und durch politische Einflussnahme die Wissenschaftsfreiheit zu gefährden (siehe Kritik an Konfuzius-Instituten). So steht das Logo der Institute mit seiner Verbindung aus Friedenstaube und Globus für das Streben nach Frieden und Internationalismus, beides Hauptanliegen der kommunistischen Bewegung. 

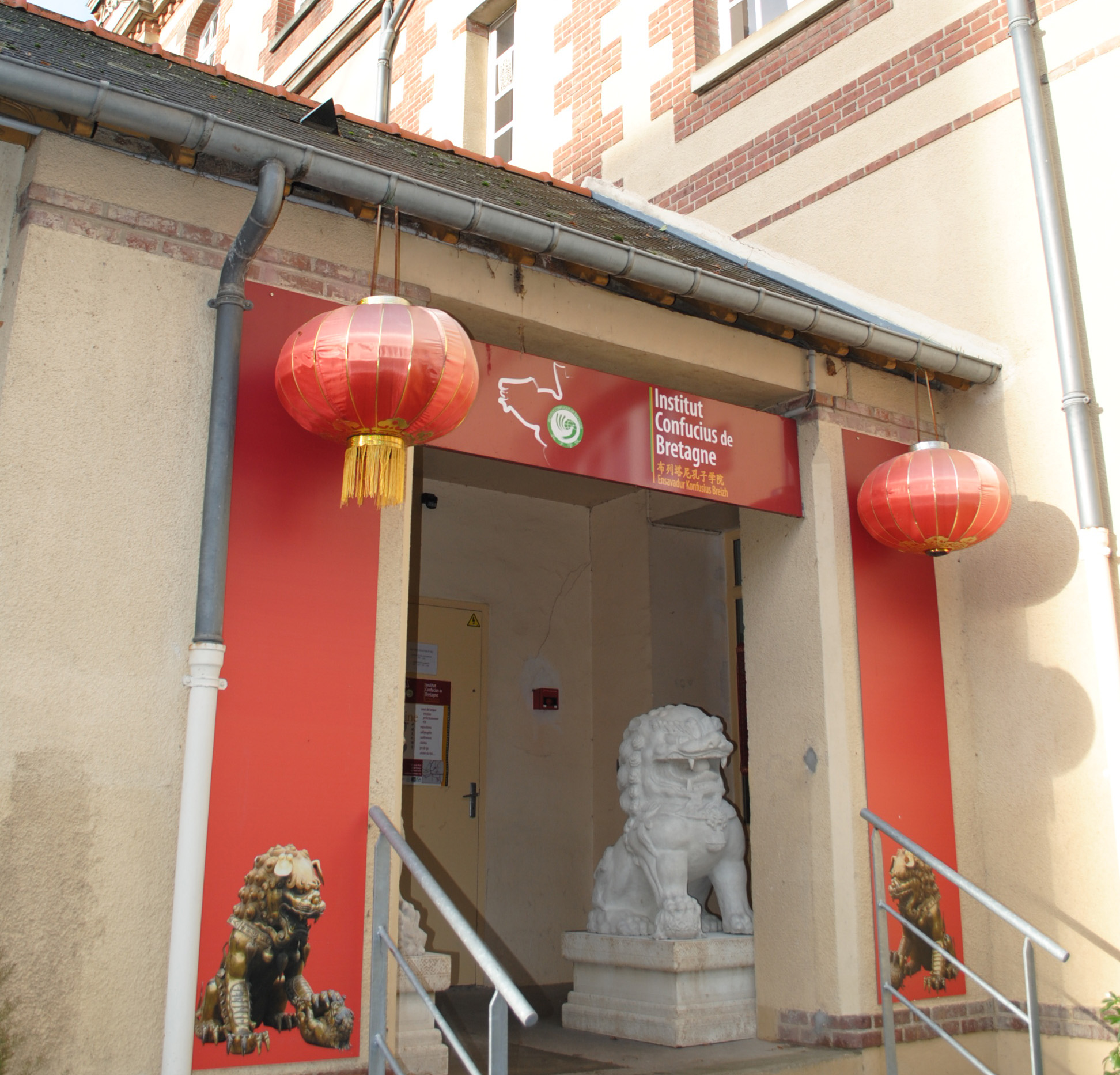
Konfuzius-Institut in Rennes in der Bretagne, Frankreich

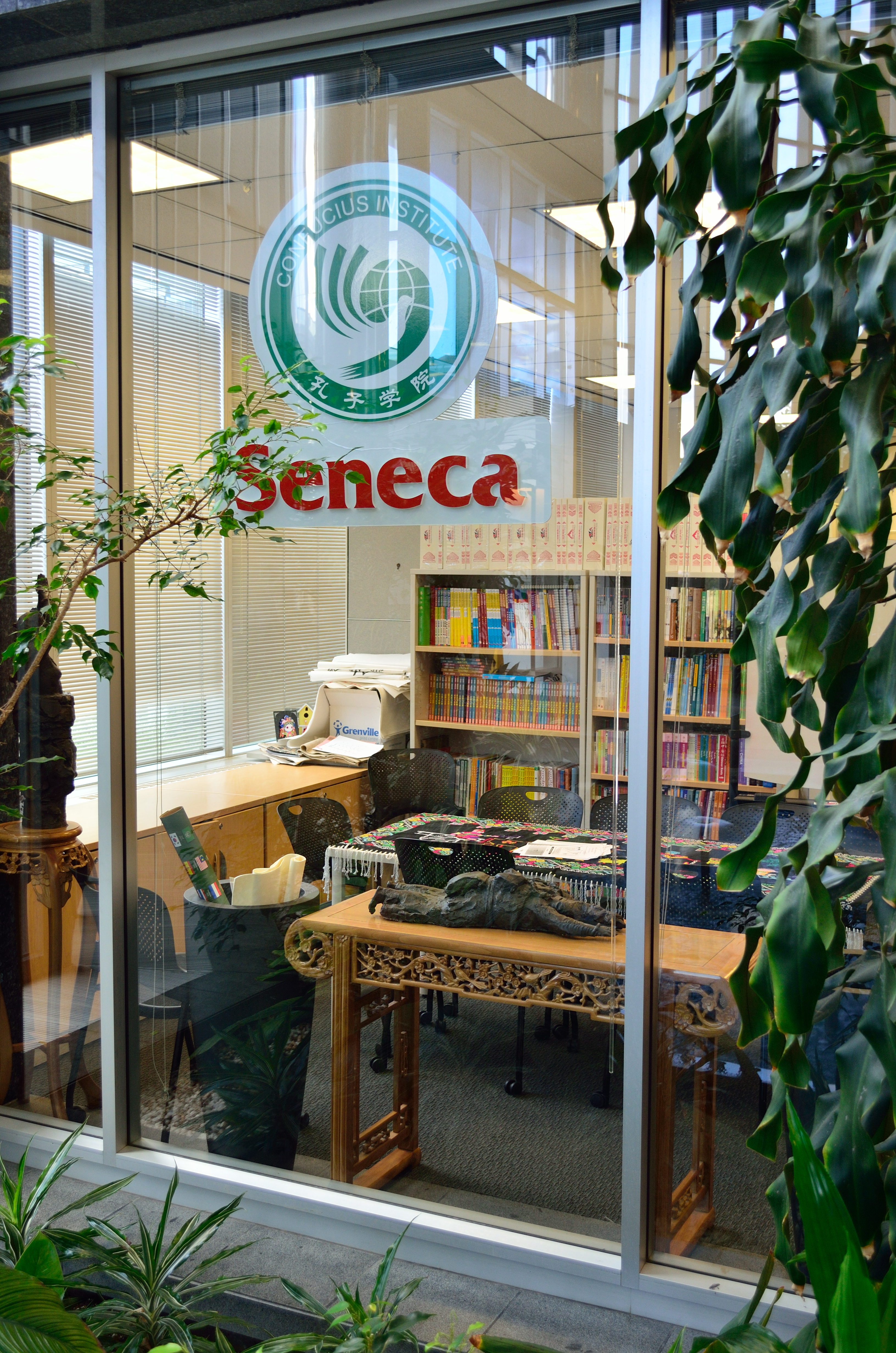
Ein Konfuzius-Institut in Kanada

## Die Institute

### Geschichte
Das erste Konfuzius-Institut wurde am 21. November 2004 in Seoul, Südkorea, eröffnet, nachdem im Juni 2004 ein Pilotinstitut in Taschkent, Usbekistan, gegründet worden war. Hunderte weitere wurden seitdem in mehreren Ländern auf der ganzen Welt eröffnet, mit der höchsten Dichte von Instituten in den Vereinigten Staaten, Japan und Südkorea. Im April 2007 wurde das erste forschende Konfuzius-Institut an der Waseda-Universität in Japan eröffnet. In Partnerschaft mit der Universität Peking fördert das Programm Forschungsaktivitäten von Doktoranden, die Chinesisch studieren. Bis 2014 gab es über 480 Konfuzius-Institute in Dutzenden Ländern auf sechs Kontinenten. Das Bildungsministerium schätzte, dass bis 2010 100 Millionen Menschen in Übersee Chinesisch lernen könnten, und das Programm weitete sich rasch aus, um Schritt zu halten. Hanban wollte bis 2020 1000 Konfuzius-Institute gründen.

### Name
Das Konfuzius-Institut ist nach dem bekannten chinesischen Philosophen Konfuzius (551–479 v. Chr.) benannt. Während des gesamten 20. Jahrhunderts kritisierten und verurteilten die Führer der Kommunistischen Partei Chinas (KPCh) Konfuzius als die Personifizierung der „feudalen“ Traditionen Chinas, wobei sich der Anti-Konfuzianismus von der Neuen Kulturbewegung 1912 bis zur Kampagne Kritisiere Lin, Kritisiere Konfuzius 1973, während der Kulturrevolution, hinzog. In den letzten Jahrzehnten ist jedoch das Interesse an der vormodernen chinesischen Kultur im Land gewachsen, und vor allem Konfuzius wurde wieder beliebter. Außerhalb Chinas ist Konfuzius ein allgemein erkennbares Symbol der chinesischen Kultur, entfernt von den negativen Bezügen anderer nahmhafter chinesischer Persönlichkeiten wie Mao Zedong.
„Konfuzius-Institut“ ist ein Markenzeichen. Laut Aussage eines Sprechers der Organisation werden „diejenigen, die mehr Markennamen genießen, sich mehr Popularität, Beliebtheit, Reputation, und größerer gesellschaftlicher Einflussnahme erfreuen und so mehr Unterstützung durch die lokalen Gemeinschaften erzielen können.“ Ein scharfes Vorgehen im Jahr 2011 schützte das Konfuzius-Institut vor einer Verletzung der Vorregistrierung in Costa Rica.
Ein Artikel der Zeitung The China Post berichtete 2014, dass „China sicherlich wenig Fortschritte gemacht hätte, wenn es diese Mao-Institute oder sogar Deng-Xiaoping-Institute genannt hätte. Aber durch die Anlehnung an den Namen Konfuzius entstand eine Marke, die sofort als Symbol der chinesischen Kultur erkannt wurde und sich erheblich vom Bild der Kommunistischen Partei unterschied.“
Kerry Brown, Professor für chinesische Politik an der Universität Sydney, bemerkte die Ironie, dass die Kommunistische Partei Chinas, die jetzt Konfuzius vergöttert, ihn nur vier Jahrzehnte zuvor wegen seiner Verbindung mit patriarchalischen, hierarchischen und konservativen Werten verunglimpft hatte.

### Organisation
Hanban ist eine nach chinesischem Recht gemeinnützige Regierungsorganisation, obwohl sie mit dem Bildungsministerium verbunden ist und enge Verbindungen zu einer Reihe von hohen Beamten der Kommunistischen Partei unterhält. Der Hauptsitz des Konfuzius-Instituts in Peking legt die Richtlinien fest, die die einzelnen Konfuzius-Institute weltweit befolgen. Hanban als verantwortliche Behörde wurde 2020 durch das Pekinger „Zentrum für Sprachbildung und Kooperation“ ersetzt, was aber den staatlichen Einfluss nicht minderte. Das Zentrum sei dem chinesischen Erziehungsministerium direkt unterstellt und ebenso „an die Direktiven der KP gebunden“ wie die ebenfalls beteiligte „Stiftung für internationale Bildung“, sagte der FDP-Bundestagsabgeordnete Jens Brandenburg.
Ein Rat mit fünfzehn Mitgliedern leitet die Zentrale, von denen zehn Direktoren ausländischer Institute sind. Die Institute selbst werden individuell unter der Leitung eines eigenen Vorstands geführt, dem auch Mitglieder der Gastinstitutionen angehören sollten. Der derzeitige Vorsitzende des Hauptquartiers des Konfuzius-Instituts ist Liu Yandong, ein chinesischer Vizepremier und Mitglied des Politbüros der Kommunistischen Partei Chinas, der früher die Zentralabteilung Vereinigte Arbeitsfront des Zentralkomitees der Kommunistischen Partei Chinas leitete. Andere Führer des Rates stammen ebenfalls aus der Kommunistischen Partei und zentralen Regierungsstellen, wie dem Finanzministerium, dem Bildungsministerium und dem Informationsbüro des Staatsrates (auch bekannt als das Büro der Übersee-Propaganda). Der Rat legt die Tagesordnung für die Konfuzius-Institute fest und nimmt Änderungen an der Satzung vor, während andere Aufgaben und die laufende Leitung des Hauptquartiers des Konfuzius-Instituts von der hauptamtlichen Exekutivleitung unter der Leitung des Generaldirektors wahrgenommen werden.
Die chinesische Regierung teilt sich die Last der Finanzierung der Konfuzius-Institute mit den Gastuniversitäten und geht bei der Verwaltung der Einrichtungen ganz bewusst vor. Die Institute arbeiten unabhängig innerhalb der von Hanban und der Zentrale des Konfuzius-Instituts festgelegten Richtlinien. Jedes Institut ist für die Aufstellung und Verwaltung seines eigenen Budgets verantwortlich, das von der Zentrale genehmigt werden muss. Der Hauptsitz des Konfuzius-Instituts sieht verschiedene Beschränkungen für die Verwendung ihrer Mittel, einschließlich der Zweckbestimmung, vor. Institute in den Vereinigten Staaten werden in der Regel mit 100.000 US-Dollar jährlich von Hanban versorgt, wobei die örtliche Universität die Finanzierung anpassen muss.
Neben der örtlichen Partneruniversität arbeiten die Konfuzius-Institute mit einer chinesischen Partneruniversität zusammen. Viele Institute werden von einem Vorstand geleitet, der sich aus mehreren Mitgliedern der chinesischen Partnerschule und den übrigen Mitgliedern der lokalen Partneruniversität zusammensetzt. An den meisten Instituten wird der Direktor von der örtlichen Partneruniversität ernannt.

### Lehrplan und Aufgabe
Der Lehrplan der Konfuzius-Institute dreht sich um die Rolle des Instituts als Sprachzentrum. Konfuzius-Institute lehren vereinfachte chinesische Kurzzeichen, die in Festlandchina üblich sind, und nicht die traditionellen chinesischen Schriftzeichen, die in Taiwan und Hongkong verwendet werden. Das Institut veanstaltet Sprachkurse für Anfänger, Fortgeschrittene, Kinder und Senioren. Hinzu kommen Seminare, Vorträge und Workshops zur chinesischen Kultur über Literatur, Philosophie, Kalligraphie, Medizin oder die chinesische Küche.
Konfuzius-Institute fördern und lehren chinesische Kultur und Sprache in der ganzen Welt. Sie entwickeln Chinesisch-Sprachkurse, bilden Lehrer aus, halten die Hanyu-Shuiping-Kaoshi-Prüfung (chinesische Eignungsprüfung) ab und geben Informationen über das heutige China. Der Direktor des Programms, Xu Lin, erklärte, dass Konfuzius-Institute begonnen wurden, um dem plötzlichen Aufwärtstrend des Interesses an der chinesischen Sprache auf der ganzen Welt Rechnung zu tragen. Sie stellen auch chinesische Sprachlehrer aus dem chinesischen Festland zur Verfügung. Bis 2011 arbeiteten 200 solcher Lehrer in den Vereinigten Staaten.

### Einstellungspolitik
Auf der Hanban-Website heißt es, dass chinesische Sprachlehrer „zwischen 22 und 60 Jahre alt sowie körperlich und geistig gesund sein sollen; keine Aufzeichnungen über eine Teilnahme an Falun Gong und anderen illegalen Organisationen und kein Strafregister haben sollten.“ In vielen Universitäten ist der eigentliche Arbeitgeber die chinesische Regierung, nicht die Universität selbst.
Menschenrechtsanwalt Clive Ansley legte dar, dass der Teil der Einstellungspolitik, der Falun-Gong-Gläubige diskriminiert, gegen Anti-Diskriminierungsgesetze und Menschenrechtskodizes verstoße. Bryan Edelman, ein Studienberater und Analyst über Chinas Behandlung von Falun Gong
kommentierte: „Ich bin mir nicht sicher, wie die US-Gerichte für die Einstellungspraktiken einer chinesischen Institution auf chinesischem Boden zuständig sein könnten, die keine US-Bürger einstellt.“  Marci Hamilton, Paul R. Verkuil, Lehrstuhl für Öffentliches Recht an der Yeshiva University, nannten diese Politik jedoch „unethisch und illegal in der freien Welt.“
Im Jahr 2013 schloss die McMaster University in Kanada, aufgrund von Einstellungsproblemen im Zusammenhang mit Falun Gong, ihr Konfuzius-Institut.

## Finanzierung
Finanziert werden die Institute jeweils zur Hälfte vom Gastland und von China; in den Ländern der Dritten Welt werden sie vollständig von der Volksrepublik China übernommen. Co-Direktor des Konfuzius-Instituts Metropole Ruhr Thomas Heberer merkte hierzu an, dass die Einladung eines Regimekritikers ein Problem wäre, denn dafür würde kein Geld von chinesischer Seite fließen.

## Institute im deutschsprachigen Raum

### Institute in Deutschland
In Deutschland gab es im Jahr 2017 neunzehn Konfuzius-Institute. Die ersten Institute wurden in Berlin und Nürnberg in den Räumen der Freien Universität Berlin und der Universität Erlangen-Nürnberg im April bzw. Mai 2006 eröffnet. Das Konfuzius-Institut an der Heinrich-Heine-Universität, Düsseldorf, nahm am 6. Dezember 2006 seine Arbeit auf; im April 2020 lief der Vertrag mit der Universität aus. Im April 2007 wurde das Konfuzius-Institut Hannover als Kooperationsprojekt zwischen der Tongji-Universität in Shanghai und dem Chinesischen Zentrum, Hannover e. V. gegründet. Es bleibt bislang auch das einzige Institut in Deutschland, das nicht auf der Grundlage einer vorhandenen Hochschulzusammenarbeit arbeitet und sich somit auch nicht auf den Hochschulbereich beschränkt. Im September 2007 startete das Konfuzius-Institut Frankfurt mit einem vielfältigen Programm. Das Frankfurter Institut hat sein Kursprogramm insbesondere auf Manager und Wirtschaftsvertreter ausgerichtet. Das Institut an der Universität Hamburg wurde am 20. September 2007 eröffnet. Am 5. November 2007 öffnete die Confucius Class, das Chinesische Sprach- und Kulturinstitut München seine Pforten. Weiterhin gibt es Konfuzius-Institute am Chinesischen Zentrum Hannover (seit 24. April 2007), an der Universität Leipzig (seit 9. April 2008) und der Universität Trier (seit 29. Oktober 2008). Am 6. November 2009 wurde in Duisburg das Konfuzius-Institut Metropole Ruhr eröffnet, das an der Universität Duisburg-Essen angesiedelt ist. Am 20. April 2009 wurde das Konfuzius-Institut an der Universität Heidelberg eröffnet, das damit das zehnte Institut in Deutschland war. Das Konfuzius-Institut an der Universität Freiburg ist ein eingetragener gemeinnütziger Verein, der im Jahr 2009 in Kooperation mit der Albert-Ludwigs-Universität Freiburg gegründet wurde.
Am 7. November 2011 wurde das Konfuzius-Institut an der Fachhochschule Erfurt eröffnet, das zum damaligen Zeitpunkt das erste Institut war, das in Zusammenarbeit mit einer Fachhochschule gegründet wurde. Im Juli 2014 eröffnete die Universität Göttingen ein Konfuzius-Institut. Anstrengungen, um im Frühjahr 2015 in Stuttgart ein Konfuzius-Institut zu eröffnen, scheiterten. Am 16. Juni 2015 wurde das Konfuzius-Institut Paderborn eröffnet. Am 30. August 2016 wurde das Konfuzius-Institut Stralsund eröffnet. Am 27. April 2017 wurde ein Konfuzius-Institut als An-Institut der Universität Bonn eröffnet. Am 23. Mai 2017 wurde das Audi Konfuzius Institut Ingolstadt (AKII) an der Technischen Hochschule Ingolstadt (THI) eröffnet.
Bereits 2016 beschloss die Heinrich-Heine-Universität Düsseldorf, den bis April 2020 laufenden fünfjährigen Kooperationsvertrag wegen Propagandaverdachts nicht mehr zu verlängern. Im Juli 2020 wurde von der Uni Hamburg wegen der geänderten chinesischen Wissenschaftspolitik entschieden, die Zusammenarbeit mit dem Konfuzius-Institut mit Wirkung zum 31. Dezember 2020 einzustellen. Im März 2021 verhängte die chinesische Regierung Sanktionen gegen Wissenschaftler und Mitarbeiter vom Mercator Institut für Chinastudien (MERICS). Deshalb beschloss die Universität Trier, vorläufig alle Betätigungen des ihr angeschlossenen Konfuzius-Instituts einzustellen. Der Präsident der Universität erwähnte gegenüber der Epoch Times, dass sie dies tun, um die betroffenen Kollegen und Kolleginnen zu unterstützen, da MERICS eng mit der Universität Trier verbunden sei.
Laut einem Bericht der Hessischen Niedersächsischen Allgemeine vom 3. Juli 2021 setzt sich der Stadtverband der Jungen Union in Göttingen dafür ein, dass die Leibniz-Universität Hannover und die Georg-August-Universität Göttingen die Zusammenarbeit mit dem Konfuzius-Institut beenden, so der Vorsitzende Luca Heinemann. Die Junge Union begründet diese Forderung damit, dass die Institute unter der Aufsicht und Steuerung der Kommunistischen Partei Chinas stünden und „mit dem Zweck die Propaganda für Pekings totalitäre Ideologie zu stärken und schädlichen Einfluss auf deutsche Hochschulen auszuüben“, heißt es in einem Antrag des Stadtverbands der Jungen Union in Göttingen. Yuhan Huang (黄雨涵) stammt aus der Provinz Yunnan, ist seit 2018 in Deutschland und ist Mitglied der Jungen Union. Er hat den Antrag verfasst. Yuhan besucht die Arnoldischule und informierte seine Verbandsmitglieder darüber, dass das Konfuzius-Institut dem Bildungsministerium der Kommunistischen Partei Chinas untergeordnet ist und deshalb an deren Richtlinien gebunden sei.
Berichten zufolge beendete der Stadtrat mit sofortiger Wirkung (Juli 2021) die Finanzierung des Konfuzius-Instituts der Technischen Hochschule in Ingolstadt. Dies wurde von dem Stadtrat mit einer Mehrheit von 27 zu 22 Stimmen entschieden. Das Institut ist auch bekannt als das Audi Konfuzius-Institut, und Audi soll den Hauptanteil des Instituts finanzieren. Jasna Causevic, Referentin für Genozid-Prävention und Schutzverantwortung, sagte in einer Pressemitteilung der GfbV: „Wir hoffen, dass die Audi AG und die Technische Hochschule Ingolstadt diesem Beispiel folgen. Langfristig müssen die chinesischen Propaganda-Institute sämtliche öffentliche Unterstützung in Deutschland verlieren.“
Berichten zufolge will die Universität Bonn ihre Zusammenarbeit mit dem Konfuzius-Institut auslaufen lassen. Der momentane Vertrag soll bis Herbst 2022 laufen. Im Jahr 2020 gab es schon einmal Berichte darüber, dass die Universität Bonn ihren Vertrag mit dem Konfuzius-Institut überprüfen wolle.
Es wurde berichtet, dass die CDU gegen die Unterwanderung und Beeinflussung der Kommunistischen Partei Chinas (KPCh) durch die Konfuzius-Institute vorgehen will. Die Partei verabschiedete im September bei ihrem Parteitag einen Antrag, in dem die Zusammenarbeit von deutschen Universitäten mit Peking überarbeitet und eingestellt werden solle. Ebenso will die Partei dafür sorgen, dass die Finanzierung der Institute durch deutsche Steuergelder unterbunden wird. Dieser Beschluss wurde von Friedrich Merz, dem CDU-Vorsitzenden und Anja Karliczek, der ehemaligen Bundesbildungsministerin, unterstützt.
Die Goethe-Universität Frankfurt am Main ließ ihren seit 2008 bestehenden Kooperationsvertrag mit dem Frankfurter Konfuzius-Institut zum 28. Februar 2023 auslaufen; eine anlassbezogene Zusammenarbeit solle jedoch fortgesetzt werden.

### Institute in der Schweiz
In der Schweiz gibt es ein Institut in Genf. In Basel bestand ein Konfuzius Institut, welches jedoch 2020 geschlossen wurde. In Zürich war 2014 zwar die Stelle des Geschäftsleiters ausgeschrieben, doch seither ist der Trägerverein inaktiv, die Pläne ruhten auch angesichts eines Zensur-Vorfalls in Portugal im August 2014.
Der Nachrichtendienst des Bundes erwähnt im Lagebericht 2016 die Institute in einem Absatz, in dem von ideologischem Einfluss der chinesischen Regierung in der Schweiz die Rede ist.

### Institute in Österreich
In Österreich gibt es in Wien und Graz (2010/2011) ein Konfuzius-Institut. 2006 wurde an der Universität Wien ein Konfuzius-Institut gegründet. Während eines Besuches im Jahr 2012 des damaligen Staatschefs der Kommunistischen Partei Chinas, Hu Jintao, unterschrieben Rektor Heinz W. Engl sowie der chinesische Botschafter Shi Mingde eine Vertragsverlängerung um weitere fünf Jahre. Richard Trappl leitet die Einrichtung seit der Gründung. Somit schloss sich Wien anderen europäischen Städten an, die an ihrer Universität ein Konfuzius-Institut aufnahmen. Im Dezember 2024 gab Trappl seinen Rücktritt als Direktor des Konfuzius-Instituts bekannt, Nachfolger wurde Padraig Lysaght.
Das Konfuzius Institut an der Universität Graz wurde im Jahr 2010 gegründet und ist eine Fakultätsübergreifende und selbständige Institution. Der Direktor des Konfuzius-Instituts an der Universität Graz ist Wan Jie Chen.

## Kritik
Kritiker mahnen, dass die Konfuzius-Institute im Gegensatz zu den Sprach- und Kulturförderungsorganisationen anderer Regierungen unmittelbar in bestehenden Universitäten, Colleges und weiterführenden Schulen auf der ganzen Welt tätig sind und finanzielle Mittel, Lehrer und Lehrmaterialien bereitstellen. Dies hat Besorgnis über ihren Einfluss auf die akademische Freiheit, die Möglichkeit der Industriespionage und die Befürchtung geweckt, dass die Institute eine einseitige und politisierte Sichtweise Chinas als Mittel zur Förderung der Soft Power des Landes auf internationaler Ebene vertreten.
Li Changchun, ehemaliger chinesischer Propagandaminister und fünfthöchstes Mitglied des Ständigen Ausschusses des Politbüros der Kommunistischen Partei Chinas sagte im Economist, dass die Konfuzius-Institute „ein wichtiger Teil von Chinas Propaganda-Aufbau in Übersee“ seien. Die Aussage wurde von Kritikern als Beweis für einen politischen Auftrag aufgegriffen. Viele ausländische Wissenschaftler haben das Programm als eine Übung der Soft-Power bewertet, die Chinas wirtschaftliche, kulturelle und diplomatische Reichweite durch die Förderung der chinesischen Sprache und Kultur erreicht werden soll, während andere eine mögliche Rolle in der Sammlung von Informationen zu Spionage-Zwecken vermuten. Zu den Soft-Power-Zielen gehört auch, die Befürchtungen einer „China-Bedrohung“ vor dem Hintergrund der immer stärker werdenden wirtschaftlichen und militärischen Macht des Landes zu zerstreuen.
Während die chinesischen Behörden vorsichtig waren, die Konfuzius-Institute nicht als unmittelbare Förderer der politischen Standpunkte der Partei auftreten zu lassen, deuten einige wenige darauf hin, dass die Konfuzius-Institute auf diese Weise arbeiteten. Beamte sagen, dass ein wichtiges Ziel der Institute darin bestehe, die Sichtweise anderer Länder auf China zu beeinflussen. Peng Ming-min, ein taiwanesischer Unabhängigkeitsaktivist und Politiker, behauptet, dass Colleges und Universitäten, an denen ein Konfuzius-Institut gegründet wurde, einen Vertrag unterzeichnen müssten, in dem sie ihre Unterstützung für Pekings Ein-China-Politik erklären. Dadurch würden sowohl Taiwan als auch Tibet zu Tabus an den Instituten. Michael Nylan, Professor für chinesische Geschichte an der University of California, Berkeley meint jedoch, dass die Konfuzius-Institute in ihren Forderungen inzwischen etwas „weniger unbarmherzig“ geworden seien und aus „frühen Fehlschritten“ gelernt hätten; wie beispielsweise dem Beharren darauf, dass Universitäten eine Politik verfolgten, dass Taiwan ein Teil Chinas sei. Nylans Umfrage unter Lehrkräften und Verwaltungsbeschäftigen an fünfzehn Universitäten mit Konfuzius-Instituten ergab gleichzeitig, dass die Institute Druck ausgeübt hatten, um Gastredner zu sperren; die Veranstaltungen liefen aber trotzdem weiter.
Die Soft-Power-Ziele der Konfuzius-Institute werden als ein Versuch der Volksrepublik China gesehen, sich von der sowjetisch geprägten Propaganda der maoistischen Ära zu lösen. Weitere Initiativen sind Ausstellungen zeitgenössischer chinesischer Kunst, Fernsehprogramme, Konzerte beliebter Sänger, Übersetzungen chinesischer Literatur und der Ausbau staatlicher Nachrichtensender wie die Xinhua-Nachrichtenagentur und China Central Television.
2017 wurde der erste Dokumentarfilm In the Name of Confucius (Im Namen von Konfuzius) veröffentlicht. Der Film zeigt die zunehmenden weltweiten Kontroversen um das Multi-Milliarden-Dollar-Konfuzius-Institut der chinesischen Regierung. Bei diesem Film geht es um die Risiken, die Konfuziusinstitute für unsere Gesellschaft darstellen könnten. Zum Beispiel könnten akademische Rechtschaffenheit verloren gehen und Menschenrechte verletzt werden. Der Film erhielt einige internationale Preise, unter anderem den Outstanding Achievement of Humanitarian Award (Herausragende Humanitäre Leistung) bei den IndieFEST Filmauszeichnungen. Bis August 2018 wurde dieser Film in 12 Ländern auf 5 Kontinenten gezeigt. Darunter auch in den Parlamenten des Vereinigten Königreichs und Australiens.
Im Juli 2020 wurde von der der Uni Hamburg wegen der veränderten chinesischen Wissenschaftspolitik entschieden, die Zusammenarbeit mit dem Konfuzius-Institut mit Wirkung zum 31. Dezember 2020 einzustellen.
Am 13. August 2020 erklärte das US-Außenministerium das amerikanische Zentrum des Konfuzius-Instituts zur Auslandsmission der VR China. Das US-Außenministerium sagte, dass die Konfuzius-Institute von der VR China finanziert würden und Teil des globalen Einfluss- und Propagandaapparats der Kommunistischen Partei Chinas seien.
Einem Leiter des Konfuzius-Instituts in Brüssel wurde wegen Spionage das Visum entzogen. Berichten zufolge soll Peking den Spionage-Vorwurf gegen den Leiter des Konfuzius-Instituts, Xinning Song, zurückgewiesen haben. Geng Shuang vom chinesischen Außenministerium soll gesagt haben: „Das ist komplett unwahr.“ Dem Leiter soll nicht nur das Visum entzogen worden sein, sondern ihm wurde auch der Aufenthalt in allen 26 Schengen-Staaten für acht Jahre untersagt. Die Presse berichtete ebenfalls, dass dem Politologen Xinning Song vorgeworfen werde, die nationale Sicherheit gefährdet zu haben. Belgische Behörden gaben an, dass Xinning sich seit 2007 ständig in Belgien aufhielt, aber keinen dauerhaften Wohnsitz hatte.
Im Oktober 2021 wurden geplante Online-Lesungen des Buches Xi Jinping – der mächtigste Mann der Welt der Journalisten Stefan Aust und Adrian Geiges von den Konfuzius-Instituten in Hannover und Duisburg abgesagt, weil über Xi Jinping nicht wie über einen normalen Menschen gesprochen oder geschrieben werden dürfe. Die Lesung in Duisburg fand schließlich am Ostasieninstitut der Universität statt. Die Bundesbildungsministerin Anja Karliczek forderte daraufhin die Hochschulrektorenkonferenz, die Kultusministerkonferenz und die Hochschulen brieflich auf, „ihre Zusammenarbeit mit den Instituten prüfend zu hinterfragen“ und sich mit der Einflussnahme Chinas „dezidiert auseinanderzusetzen“.
Berichten zufolge warnt nun auch das Innenministerium Deutschlands vor den Konfuzius-Instituten an Universitäten in Deutschland. Das Bundesinnenministerium (BMI) sei der Ansicht, dass diese Institute der Kommunistischen Partei Chinas dazu dienen der Welt außerhalb Chinas ein „makelloses Chinabild“ zu geben. Eine Sprecherin des Ministeriums sagte gegenüber dem Handelsblatt: „Es (das BMI) weist die Hochschulen im Rahmen von Sensibilisierungen regelmäßig auf die damit verbundenen Gefahren hin.“
MdB Jens Brandenburg, hochschulpolitischer Sprecher der FDP-Bundestagsfraktion, setzt sich dafür ein, dass die Zusammenarbeit deutscher Hochschulen mit den Konfuzius-Instituten aufgehoben werde. Am 11. Mai 2021 gab es dazu einen Meinungsaustausch zwischen ihm und Philip Clart (Direktor des Konfuzius-Instituts Leipzig) zur Rolle der Konfuzius-Institute an den Hochschulen. Die Diskussion unter der Schirmherrschaft der Friedrich-Naumann-Stiftung für Freiheit und mit Martina Rudyak als Moderatorin steht online zur Verfügung.